# Juan Leandro de la Fuente

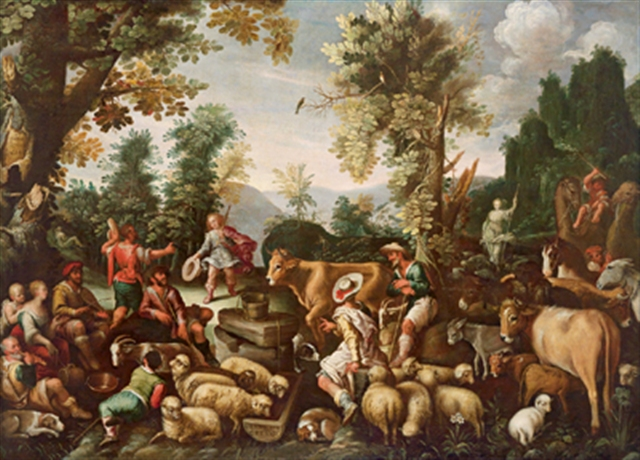
Jacob y los rebaños de Labán, óleo sobre lienzo, firmado y fechado, 1634, colección privada.

Juan Leandro de la Fuente (fl. 1630-1640) fue un pintor barroco español activo en Granada, donde se erigió en representante de la transición del manierismo al naturalismo.
Ceán Bermúdez, el primero en ocuparse de él, señaló como rasgos característicos de su pintura la imitación de la naturaleza y el buen color veneciano, habiéndose distinguido en la pintura de «cabañas» y en los animales, que retrataba «con mucha gracia y verdad», a la manera de los Bassano, aunque su aproximación a ellos, según Alfonso E. Pérez Sánchez, tendría como intermediario a Pedro de Orrente y no estuvo exenta de influencias flamencas a través de estampas. De las obras conservadas, la historia de Jacob (1634), en colección privada, es buena muestra de su proximidad a Orrente, en tanto la Pentecostés (1639) del Ayuntamiento de Granada parte de modelos nórdicos, como lo hacen también los atribuidos lienzos pasionistas de la iglesia de Nuestra Señora de las Angustias. Más aún, esa utilización de modelos flamencos, en el caso de la Inmaculada Concepción con el Niño del Museo de Bellas Artes de Granada, que con reservas se le atribuye, se traduce en la copia literal de una composición de Rubens grabada por Schelte à Bolswert.